# هنري جي. تشايلز جونيور
هنري جي. تشايلز جونيور (بالإنجليزية: Henry G. Chiles, Jr.)‏ هو ضابط أمريكي، ولد في 5 يناير 1938 في بالتيمور في الولايات المتحدة.